# Ethan White
Ethan White (Kensington, 1º gennaio 1991) è un ex calciatore statunitense, di ruolo difensore.